# Trachymyrmex farinosus
Trachymyrmex farinosus är en myrart som först beskrevs av Carlo Emery 1894.  Trachymyrmex farinosus ingår i släktet Trachymyrmex och familjen myror. Inga underarter finns listade i Catalogue of Life.